# 孙聚寨乡
孙聚寨乡，是中华人民共和国河南省商丘市睢县下辖的一个乡镇级行政单位。

## 行政区划
孙聚寨乡下辖以下地区：
孙西村、孙东村、马庄村、刘尧村、小郭村、董庄村、袁店村、张桥村、代集村、寺前李村、屈楼村、太和村、前后杨村、司洼村、刘楼村、刘六村、周坦村、常庄村、刘庄村、滑楼村、张庄村、朱庄村、贾庄村、袁尧村、经楼村、东李村、西李村、一刀刘村和八蜡庙村。